# کیرشلینتلن
کیرشلینتلن (به آلمانی: Kirchlinteln) یک شهر در آلمان است که در وردن واقع شده‌است. کیرشلینتلن ۱۰٬۴۴۶ نفر جمعیت دارد.

## خواهرخوانده
شهر Schönhausen خواهرخواندهٔ کیرشلینتلن هست.